# زیارت تلنگ
زیارت تلنگ، روستایی در دهستان تلنگ بخش کریان شهرستان میناب در استان هرمزگان ایران است.

## جمعیت
بر پایه سرشماری عمومی نفوس و مسکن در سال ۱۳۹۵، جمعیت این روستا برابر با ۱۷۷ نفر (۴۹ خانوار) بوده‌است.